# Зелик Руслан Богданович
Русла́н Богда́нович Зе́лик (нар. 16 травня 1965, місто Івано-Франківськ) — український політик. Народний депутат України. Член партії ВО «Свобода», керівник Інституту політичної освіти.

## Освіта
Закінчив Львівський медичний інститут та Академію державного управління при Президенті України.

## Трудова діяльність
З 12 грудня 2012 — народний депутат України 7-го скликання від партії ВО «Свобода», № 25 в списку. Голова підкомітету з питань соціального захисту та соціальних гарантій, рівня життя і повернення заощаджень населенню Комітету з питань соціальної політики та праці.
Працював головним державним інспектором Державного департаменту інтелектуальної власності по Івано-Франківській та Чернівецькій областях.
Депутат Івано-Франківської облради, голова постійної комісії з питань депутатської діяльності, етики, регламенту, самоврядування, захисту прав людини, законності та правопорядку (2010–2012).